# Sordaria lappae
Sordaria lappae är en svampart som beskrevs av Potebnia 1907. Sordaria lappae ingår i släktet Sordaria och familjen Sordariaceae.  Arten är reproducerande i Sverige. Inga underarter finns listade i Catalogue of Life.